# McDonnell XP-67
Die McDonnell XP-67 Moonbat (dt.: Mondfledermaus) war der Prototyp eines zweimotorigen Abfangjägers.

## Geschichte
Anfang der 1940er-Jahre schrieb das United States Army Air Corps einen schnellen höhentauglichen Jäger aus, der im Langstreckeneinsatz in großer Höhe feindliche Bomber abfangen sollte.

## Nutzung
Der Prototyp war am 1. Dezember 1943 für erste Rollversuche fertiggestellt, aber schon am 8. Dezember 1943 beschädigte Feuer in beiden Triebwerksgondeln das Flugzeug.
Der Prototyp führte schließlich am 6. Januar 1944 seinen Erstflug aus, der bereits nach sechs Minuten infolge von Triebwerksproblemen beendet war.
Am 6. September 1944 geriet das rechte Triebwerk während eines Testfluges in Brand. Der Testpilot E. E. Elliot führte eine Notlandung auf dem Lambert Field aus, konnte aber einen Totalschaden durch das Feuer nicht verhindern. Mit dem Verlust des einzigen Prototyps war das Programm beendet.

## Technische Daten

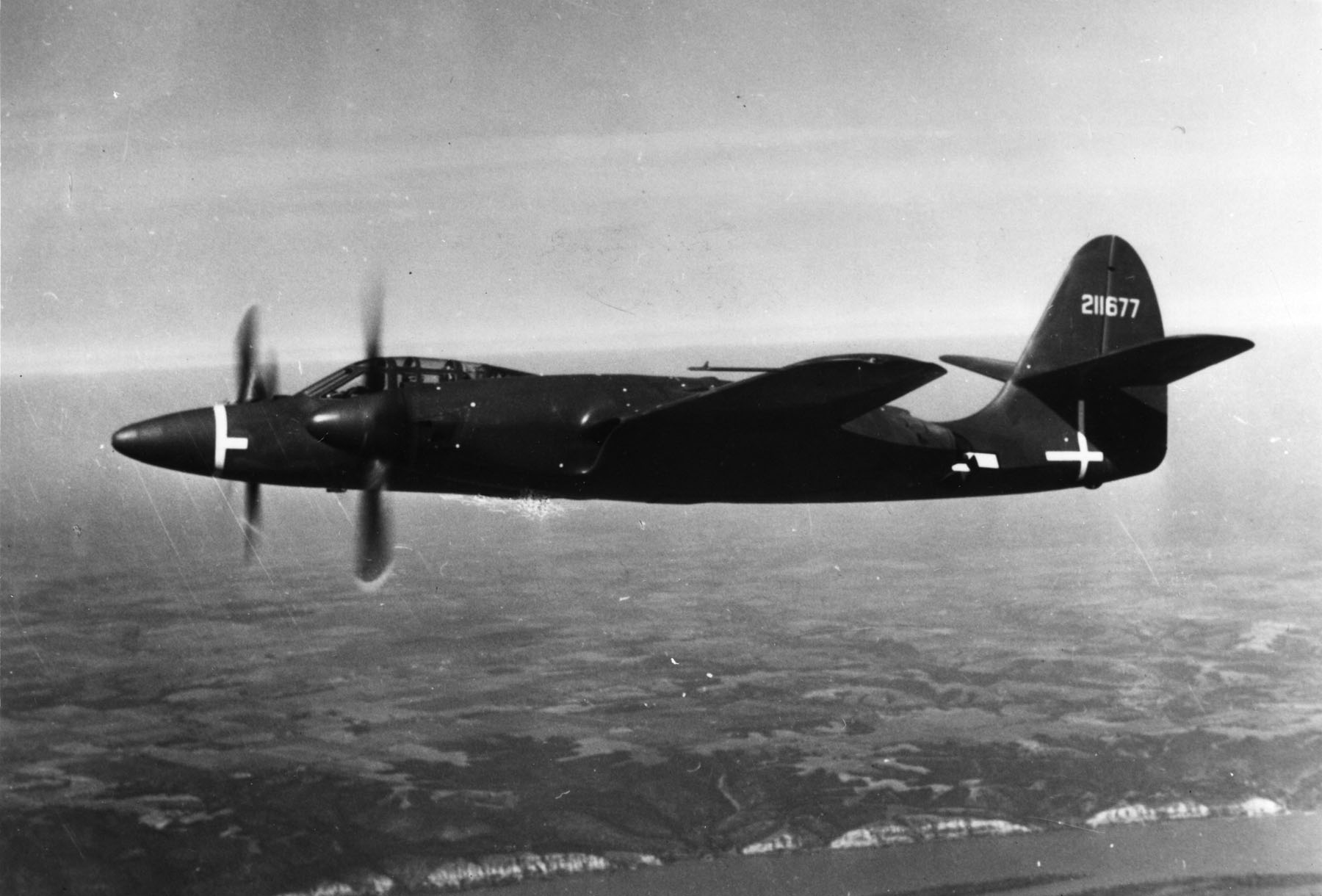
XP-67 im Flug

| Kenngröße             | Daten                                                                    |
| --------------------- | ------------------------------------------------------------------------ |
| Besatzung             | 1                                                                        |
| Länge                 | 13,64 m (44 ft 9 in)                                                     |
| Spannweite            | 16,76 m (55 ft)                                                          |
| Höhe                  | 4,80 m (15 ft 9 in)                                                      |
| Flügelfläche          | 38,50 m² (414 ft²)                                                       |
| Flügelstreckung       | 7,3                                                                      |
| Leermasse             | 8049 kg (17.745 lb)                                                      |
| Startmasse            | 11.521 kg (25.400 lb)                                                    |
| Höchstgeschwindigkeit | 650 km/h in 7600 m (352 kts, in 25.000 ft)                               |
| Dienstgipfelhöhe      | 11.400 m (37.400 ft)                                                     |
| Reichweite            | 3.837 km                                                                 |
| Triebwerke            | 2 × 12-Zylinder-V-Motor Continental XIV-1430-17/19 1.350 PS (ca. 990 kW) |